# オー・ロンサム・ミー
「オー・ロンサム・ミー」（Oh Lonesome Me）は、ドン・ギブソンが作詞作曲し1958年に発表したカントリーの楽曲。

## 概要
録音は1957年12月にチェット・アトキンスのプロデュースのもと、ナッシュヴィルで行われた。バッキング・ボーカルはエルヴィス・プレスリーとのセッションで知られるザ・ジョーダネアーズがつとめた。
1958年、シングルA面曲として発表。B面はこれもギブソンが書いた「愛さずにはいられない（I Can't Stop Loving You）」。同年4月発売のアルバム『Oh Lonesome Me』に収録された。なおB面の「愛さずにはいられない」は1962年にレイ・チャールズがカバーしビルボード・Hot 100で1位を記録したことで世界的に広まった。
「オー・ロンサム・ミー」はビルボードのカントリー・チャートにおいて断続的に8週間、1位を記録した。ビルボード・Hot 100では7位を記録した。B面もカントリー・チャートで7位を記録するなど大ヒットとなった。

## カバー・バージョン
- ジョニー・キャッシュ - 1960年のシングル[2]。
- チェット・アトキンス - 1960年のアルバム『Teensville』に収録。
- クレイグ・ダグラス - 1962年のシングル。
- ラリー・フィネガン - 1962年のシングル。
- トリニ・ロペス - 1963年のアルバム『By Popular Demand More Trini Lopez At P.J.'s』に収録[3]。
- エヴァリー・ブラザーズ - 1963年のアルバム『The Everly Brothers Sing Great Country Hits』に収録。
- ボビー・ダーリン - 1963年のアルバム『You're the Reason I'm Living』に収録。
- ワンダ・ジャクソン - 1965年のアルバム『Blues In My Heart』に収録[4]。
- スキータ・デイヴィス - 1965年のアルバム『Written By The Stars』に収録[5]。
- ジョニー・ティロットソン - 1965年のアルバム『That's My Style』に収録[6]。
- ナンシー・シナトラ&リー・ヘイゼルウッド - 1967年のシングル「Some Velvet Morning」のB面。
- ストーンウォール・ジャクソン - 1970年のシングル。
- ニール・ヤング - 1970年のアルバム『アフター・ザ・ゴールド・ラッシュ』に収録。
- ウィ・ファイヴ - 1970年のアルバム『Catch The Wind』に収録[7]。
- フライング・ブリトー・ブラザーズ - 1981年のアルバム『Hearts on the Line』に収録。
- ケンタッキー・ヘッドハンターズ - 1990年のシングル。ビルボードのカントリー・チャートで8位を記録。
- タニヤ・タッカー - 2009年のアルバム『My Turn』に収録。